# Paul Cobben
Paul G. Cobben (Amersfoort, 5 juni 1951) is een Nederlands filosoof. Hij studeerde en promoveerde aan de Universiteit van Amsterdam en is thans hoogleraar in de filosofie aan de Universiteit van Tilburg. Cobbens belangrijkste bijdrage aan de filosofie is dat hij een immanente kritiek van Hegels filosofie heeft geleverd. Cobbens onderzoek spitst zich toe op Hegels Phänomenologie des Geistes (1807), Logik (1812) en Grundlinien der Philosophie des Rechts (1821).

## Cobbens project
Omdat de Phänomenologie intern consistent is, corrigeert Cobben de logische structuur van de Logik en van de Grundlinien aan de hand van de Phänomenologie.
Cobben levert dus een immanente kritiek van Hegels filosofie. Tegelijkertijd actualiseert hij haar. Dat is nodig gebleken, omdat veel van de instituties die Hegel in de Grundlinien doordenkt, volgens hem de verwerkelijking van de vrijheid wilden realiseren. Cobben vervangt deze instituties door andere die de vrijheid wel verwerkelijken. Resultaat is een “postdialectische” versie van de Grundlinien.

## Belangrijke werken
- Marx bevrijd. Natuur en vervreemding in de 21e eeuw (2022)
- Value in Capitalist Society: Rethinking Marx's Criticism of Capitalism (2015)
- The Paradigm of Recognition: Freedom as Overcoming the Fear of Death (2012)
- The Nature of the Self: Recognition In The Form Of Right And Morality (2009)
- De multiculturele staat: twaalf dialogen over het goede leven (2003)
- Das Gesetz der multikulturellen Gesellschaft: eine Aktualisierung von Hegels 'Grundlinien der Philosophie des Rechts' (2002)
- Das endliche Selbst: Identität (und Differenz) zwischen Hegels Phänomenologie des Geistes und Heideggers Sein und Zeit (1999)
- Postdialectische zedelijkheid: ontwerp voor een Hegeliaans antwoord op Heidegger, Habermas, Derrida en Levinas (1996)

- Bibliothèque nationale de France: cb16515836g (data)
- Gemeinsame Normdatei: 132194376
- International Standard Name Identifier: 0000 0001 2129 3912
- Library of Congress Control Number: n88037697
- NARCIS: PRS1237584
- Nationale Bibliotheek van Tsjechië: jx20110720009
- Nationale Bibliotheek van Israël: 987007454711605171
- Nederlandse Thesaurus van Auteursnamen: 073550337
- Système universitaire de documentation: 105669148
- Virtual International Authority File: 40529763
- WorldCat: E39PBJxGV3YfvfjxHh4Vq4hWDq